# TJ Sokol Kostelec na Hané - HK (házená)
TJ Sokol Kostelec na Hané - HK je český házenkářský klub sídlící v Kostelci na Hané. Klub byl založen 31. srpna 1958 a hraje v 2. lize mužů JM. Největšími úspěchy klubu jsou účast v Extralize v sezóně 1998/1999 a účast v česko-slovenské interlize mužů v sezónách 2003/2004 a 2004/2005.